# Đức Nhuận, Mộ Đức
Đức Nhuận là một xã cũ thuộc huyện Mộ Đức, tỉnh Quảng Ngãi, Việt Nam.

## Địa lý
Xã Đức Nhuận có diện tích 10,55 km², dân số năm 1999 là 13.629 người, mật độ dân số đạt 1.292 người/km².

## Hành chính
Xã Đức Nhuận được chia thành 8 thôn, đánh số từ 1 đến 8 (trước năm 2003 là 2 thôn: Bồ Đề, Năng An).